# Tour de Bochum féminin 2014
La 14e édition du Tour de Bochum féminin, officiellement Sparkassen Giro, a lieu le 3 août 2014. C'est la sixième épreuve de la Coupe du monde de cyclisme sur route féminine 2014. Elle est remportée par la Néerlandaise Marianne Vos.

## Équipes
| Équipes féminines professionnelles (21)- Alé Cipollini - Astana BePink Womens - Bigla - Boels Dolmans - Estado de México-Faren - Futurumshop.nl-Zannata - Giant-Shimano - Hitec Products - Lotto-Belisol Ladies - Nö Radunion Vitalogic - Orica-AIS - Parkhotel Valkenburg - Rabo Liv Women - RusVelo - Team Rytger - SC Michela Fanini Rox - Servetto Footon - Specialized-Lululemon - Topsport Vlaanderen-Pro-Duo - Vaiano Fondriest - Wiggle Honda Équipe nationale- Allemagne |
| |

## Parcours
Huit tours d'un circuit long de 15,5 km sont à effectuer. Il est relativement plat, avec néanmoins l'ascension de la rue Henkenbergstrasse.

## Récit de la course
Dans le troisième tour, Megan Guarnier est la première à attaquer dans la côte. Marianne Vos la suit, tout comme Kirsten Wild. Un groupe de six se forme avec les trois précédentes, Claudia Lichtenberg, Valentina Scandolara et Lisa Brennauer. Il est rapidement repris néanmoins. Anna Zita Maria Stricker remporte le premier sprint intermédiaire, tandis qu'Iris Slappendel gagne le second. Alena Amialiusik prend les points du prix de la montagne. Juste avec l'entame du dernier tour, Mayuko Hagiwara attaque en solitaire. Elle est rejointe par Nina Kessler, Loren Rowney et Valentina Scandolara. Le peloton les reprend rapidement. Dans la dernière côte, Emma Johansson part seule. Elle est reprise à quatre kilomètres de l'arrivée. Le peloton est alors réduit à environ vingt-cinq coureuses. Dans le dernier virage, Ellen van Dijk et Marianne Vos passent en tête. Cette dernière s'impose facilement devant Giorgia Bronzini.

## Classements

### Classement final
| \| Classement général \| Classement général \| Classement général \| Classement général \| Classement général \| \| Coureuse \| Coureuse \| Pays \| Équipe \| Temps \| \| ------------------ \| ------------------ \| ------------------ \| --------------------------- \| ------------------ \| \| 1re \| Marianne Vos \| Pays-Bas \| Rabo Liv Women \| 2 h 59 min 48 s \| \| 2e \| Giorgia Bronzini \| Italie \| Wiggle Honda \| + 0 s \| \| 3e \| Lotta Lepistö \| Finlande \| Bigla \| + 0 s \| \| 4e \| Jolien D'Hoore \| Belgique \| Lotto Belisol Ladies \| + 0 s \| \| 5e \| Lisa Brennauer \| Allemagne \| Specialized-Lululemon \| + 0 s \| \| 6e \| Christine Majerus \| Luxembourg \| Boels Dolmans \| + 0 s \| \| 7e \| Kelly Druyts \| Belgique \| Topsport Vlaanderen-Pro-Duo \| + 0 s \| \| 8e \| Emma Johansson \| Suède \| Orica-AIS \| + 0 s \| \| 9e \| Kirsten Wild \| Pays-Bas \| Giant-Shimano \| + 0 s \| \| 10e \| Shelley Olds \| États-Unis \| Alé Cipollini \| + 0 s \| |                   |            |                             |                 |
| |                   |            |                             |                 |
| Source : Cycling Quotient |                   |            |                             |                 |
| Classement général |                   |            |                             |                 |
| Coureuse | Coureuse          | Pays       | Équipe                      | Temps           |
| 1re | Marianne Vos      | Pays-Bas   | Rabo Liv Women              | 2 h 59 min 48 s |
| 2e | Giorgia Bronzini  | Italie     | Wiggle Honda                | + 0 s           |
| 3e | Lotta Lepistö     | Finlande   | Bigla                       | + 0 s           |
| 4e | Jolien D'Hoore    | Belgique   | Lotto Belisol Ladies        | + 0 s           |
| 5e | Lisa Brennauer    | Allemagne  | Specialized-Lululemon       | + 0 s           |
| 6e | Christine Majerus | Luxembourg | Boels Dolmans               | + 0 s           |
| 7e | Kelly Druyts      | Belgique   | Topsport Vlaanderen-Pro-Duo | + 0 s           |
| 8e | Emma Johansson    | Suède      | Orica-AIS                   | + 0 s           |
| 9e | Kirsten Wild      | Pays-Bas   | Giant-Shimano               | + 0 s           |
| 10e | Shelley Olds      | États-Unis | Alé Cipollini               | + 0 s           |

### Points attribués
| Position           | 1er | 2e  | 3e | 4e | 5e | 6e | 7e | 8e | 9e | 10e | 11e | 12e | 13e | 14e | 15e | 16e | 17e | 18e | 19e | 20e |
| Classement général | 120 | 100 | 85 | 70 | 60 | 50 | 40 | 35 | 30 | 25  | 20  | 18  | 16  | 14  | 12  | 10  | 8   | 6   | 4   | 2   |